# Crataegus granatensis
Crataegus granatensis — вид глоду, що росте на півдні Іспанії, Марокко, Алжирі.

## Морфологічна характеристика
Це кущ або невелике дерево до 5 м. Молоді гілки голі чи волохаті; колючки до 1.3 см. Листки ± густо-волохаті зверху і знизу; листкова пластинка 15–30(50) × 16–30(50) мм, глибоко лопатеві — з 2–3 парами бічних часток; прилистки 2–7 мм, з 3–8 парами зубців; ніжка листка 6–18 мм, зазвичай волосиста. Суцвіття з 6–12 квітками. Чашолистки 1.9–3.5 × 1.5–2.2 мм, трикутні, голі чи волосисті. Пелюстки 4–5.6 × 4–6.1 мм. Тичинок 17–22; пиляки рожево-пурпурні. Яблуко 6.5–9 × 4.5–6 мм, ± еліпсоїдне, червоне.

## Середовище проживання
Населяє живоплоти, схили, яри, чагарники, узлісся; на вапняку чи сланці.